# Philippe Druelle
 (octobre 2011).
Si vous disposez d'ouvrages ou d'articles de référence ou si vous connaissez des sites web de qualité traitant du thème abordé ici, merci de compléter l'article en donnant les références utiles à sa vérifiabilité et en les liant à la section « Notes et références ».
Philippe Druelle, né le 11 juillet 1949 à Tours en Indre-et-Loire est un ostéopathe français. 

## Biographie
Il a grandi en Normandie à Granville et à Saint-Lô dans la Manche. Son père était ingénieur et directeur de l’agriculture en Seine-Marne nord et sa mère institutrice. En 1981, Philippe Druelle, D.O. fonde la première école d’ostéopathie au Canada, le Collège d'Études Ostéopathiques de Montréal (CEO).

### Formation
Philippe Druelle a fait ses études à l'Institut libre d'Agneaux chez les Oratoriens et a reçu, en 1968, son diplôme de Baccalauréat en Sciences avec mention à Saint Lô Académie de Caen (France). Il a étudié à l’École de Liège à Paris en Kinésithérapie et a obtenu son diplôme en 1973 avant de découvrir l’Ostéopathie. Philippe Druelle reçoit son diplôme d’Ostéopathie au Collège d’Ostéopathie M.T.A. à Paris en 1979. Il a continué son éducation et a obtenu un Certificat d’Ostéopathie crânienne au Collège d’Ostéopathie ATMAN à Paris en 1980. Toujours intéressé par les médecines naturelles, Il a obtenu un diplôme de médecine traditionnelle chinoise et acupuncture à la CEMAC à Paris, en 1981. Il a fini son Cycle complet d’études en Homéopathie avec le Docteur Dominique Senn à Lausanne,Suisse en 1982. Philippe Druelle présenta un mémoire sur « L'atlas et l'occlusion » en 1984, et a reçu son diplôme national d’Ostéopathie au collège d’Ostéopathie ATMAN.

### Expérience Professionnelle
Philippe Druelle a travaillé comme kinésithérapeute de 1974 à 1976 à la Clinique de réadaptation fonctionnelle Ponthieu-Champs Élysées à Paris. Il fonde la Clinique de thérapie manuelle des Champs Élysées à Paris en 1976 et y travaille jusqu'en 1979. C’est aussi en 1979 qu’il commencera à travailler en tant qu’ostéopathe dans sa clinique. En 1995 il travaille en tant qu'ostéopathe à la Maison de l’ostéopathie à Montréal, au Canada, qu'il avait fondé en 1984. 	 

## Enseignement
Philippe Druelle D.O. est professeur invité à l'international depuis 1980. (Canada, France, États-Unis, Allemagne, Argentine, Hollande, Belgique, Russie, Italie, Angleterre, Espagne et Japon)
Il est aussi membre de jurys de thèse et président/président d'honneur de jurys. (Canada, Allemagne, Belgique, France, Suisse)
Liste des endroits où Philippe Druelle a enseigné :
- Collège CETHOM, Paris (France)
- Collège d’Ostéopathie Atman (France)
- Collège d’Ostéopathie Sutherland (COS) (France)
- College European School of osteopathy (UK)
- Collège d’Études Ostéopathiques de Montréal, Québec, Halifax et Vancouver
- Canadian College of Osteopathy de Toronto
- Deutsches Osteopathie Kolleg, Österreichisches Osteopathie Kolleg
- Swiss International College of Osteopathy
- École supérieure d’Ostéopathie de Russie
- Instituto Osteopata Argentina
- Japanese School of Osteopathy
- Japanese osteopathic association
- Mont Sinaï Center, New york, USA
- Osteopathic center for children, San Diego, CA, chaque année depuis 12 ans, (de 1997 à 2009).
- Congrès CIMAC à l’Université de Sherbrooke

## Réalisations
Philippe Druelle est le fondateur ou cofondateur de plusieurs écoles d’ostéopathie à travers le monde. 

### Fondateur
Les collèges :
- Le Collège d'Études Ostéopathiques de Montréal. 1981 CEO (Canada)
- Le Deutsches Osteopathie Kolleg. 1991 DOK (Allemagne)
- Le Canadien College of Osteopathy à Toronto. 1992 CCO (Canada)
- Le British Columbia School of Osteopathy Manual Practice. 2001 (CEO Vancouver)
- Le Swiss International College of Osteopathy. 2002 SICO (Switzerland)
- Le Collège d’études ostéopathiques. 2002 CEO (Halifax)

Après la fondation du Collège de Montréal, Philippe Druelle crée en 1983 "la Fondation Canadienne pour l'Enseignement et la Recherche en Ostéopathie" (FCERO) pour le traitement de jeunes enfants handicapés. Il met sur pied la formation continue du CEO de Montréal en 1988. En 2002, il obtient la validation du programme à Temps Plein en ostéopathie par l’Université de Wales (Grande-Bretagne)qui décerne un B.Sc. (Hons) en Ostéopathie.

### Cofondateur
Les collèges :
- Le Collège Ostéopathiques Harold Magoun. 1985 (Paris)
- Le Collège d'Études Ostéopathiques de Québec. 1996 (Canada)

Philippe Druelle est le cofondateur du Registre des Ostéopathes du Québec (1984) et le "Register der Osteopathen in Deutschland" (ROD) entre 1996 et 1997.
- Organisateur, concepteur de 53 programmes des symposiums de Montréal, Toronto et d'Allemagne, (1986 à ce jour)
- Instigateur et organisateur de missions humanitaires à Arequipa au Pérou  (2003 à ce jour)  et au Pakistan (2007 à ce jour)
- Cofondateur de Osteopath Without Borders (OWB), New York – 2008

### Le Don des Étoiles
Philippe Druelle est le concepteur et organisateur du Spectacle "Le Don des Étoiles" qui a eu lieu à la Place des Arts (Montréal) de 1986 à 1991 pour la FCERO. Ce spectacle était à but non lucratif. Son nom provient du fait que plusieurs étoiles de ballet y ont dansé. 
- 25e anniversaire de la Place des Arts (Montréal) - soirée-bénéfice avec le concours de plusieurs étoiles de la danse – membres des Bolchoï, Opéra de Paris, Grands Ballets Canadiens, Kirov, New York City Ballet, American Ballet Theatre etc.,

## Publications et Conférences

### Publications
- 1981 à 1987, auteur de vingt-cinq ouvrages didactiques en lien avec le programme d’études en Ostéopathie.
- 1985 Le Dépistage précoce des anomalies neuromatrices du nourrisson, article publié dans le cahier de néonatalogie française.

### Conférences
- Depuis 1986, en France, aux États-Unis, en Angleterre, au Japon, en Russie et en Argentine ainsi qu’aux symposiums de Montréal, Toronto et Munich.
- 1987, "La Formation" conférence donnée devant le Forum des Médecins Santé.
- 1999, Conférence sur la formation, la situation présente et l'évolution de l'Ostéopathie au Canada, présentée à l’International Affairs Committee, American Academy of Osteopathy, St- Louis, Missouri.
- 1999, Les Origines et les Racines de l’Ostéopathie  (Le Dialogue avec la Vie), présentée au 16e Symposium International de Montréal.
- 1999, The Therapeutic Link, cours donné à l’Osteopathic Center for Children, San Diego, Californie.
- 2000, La Force Biodynamique – Comment favoriser sa Présence et son Action – Quelle est son Origine? présentée au 17e Symposium International de Montréal.
- 2001, La Méthodologie Clinique en Ostéopathie, conférence à Montréal.
- 2001, Was the Inner Physician an Osteopath? According to Tradition and Research in Osteopathy, présentée au 18e Symposium International de Montréal.
- 2002, Clinical Methodology and the Biodynamic Force, présentée au 19e Symposium International de Montréal.
- 2003, The ‘’Breath of Life’’, the True of a Being and Personal Evolution, présentée au 20e Symposium International de Montréal.
- 2004, Newbom Treatment Proposal the Membranes, Fluids and Fields Functional Unit. Spirtual Consciousness… Motor of our Physiology?  présentée au 21e Symposium International de Montréal.
- 2005, Le traitement des patients présentant des maladies de longue durée présentée 22e Symposium international de Montréal.
- 2006, Le médecin intérieur et l’étincelle de vie, conférence présentée au 23e Symposium international de Montréal.
- 2007, Qu’est ce qu’une naissance réussit? En traitant les nourrissons aujourd’hui, nous permettrons aux adultes de demain d’être en santé et d’avoir une meilleure société, présentée au 24e Symposium international de Montréal.
- 2008, La spécificité de l’Ostéopathie.  Solutions contre les dysfonctions et les douleurs chroniques – la lésion vertébrale et la VASOMOTION, présentée au 25e Symposium international de Montréal.
- 2009, la spirale de naissance et nouveaux développements pour améliorer le contact avec les jeunes enfants et optimiser les soins. Nouveaux développements en pédiatrie. 26e symposium d’Ostéopathie de Montréal.

## Honneurs
- 1965 : Lauréat du Prix du Lions’ Club – Concours régional sur les moyens d’obtenir la paix dans le monde
- 1985 :	Diplôme Honoris causa en Ostéopathie, Belgique
- 2002 :	Diplôme Honoris causa en Ostéopathie, Argentine
- 2006 :	Remise d’un diplôme Honneur et Gratitude par l’Honorable Lise Thibault, Lieutenant-gouverneur du Québec et la communauté des Ostéopathes du Québec
- 2007 :	Nomination au Prix Dr Rogers d’excellence en médecine complémentaire et alternative (MCA), prix établi afin d’encourager ceux qui sont aujourd’hui les pionniers de la MCA
- 2007 :	Diplôme Honoris causa in Osteopathic Manual Practice, CCO Toronto (Ontario)
- 2007 :	Remise d’un Diplôme d’honneur et gratitude par le Gouverneur de la Province d’Aréquipa, Pérou, Monsieur Vera Ballone, en remerciements pour avoir organisé la mission humanitaire
- 2008 :	Diplôme Honoris causa en Ostéopathie, France
- 2009 :	Nomination au Prix Dr Rogers d’excellence en médecine complémentaire et alternative (MCA), prix établi afin d’encourager ceux qui sont aujourd’hui les pionniers de la MCA